# Garrett Serviss
Garret Putnam Serviss, Jr. (né en janvier 1881 et décédé le 31 décembre 1907 à Ithaca) est un athlète américain spécialiste du saut en hauteur. Il était affilié au Cornell Big Red.

## Biographie

### Palmarès
| Date | Compétition           | Lieu        | Résultat | Épreuve               | Performance |
| ---- | --------------------- | ----------- | -------- | --------------------- | ----------- |
| 1904 | Jeux olympiques d'été | Saint-Louis | 2e       | Saut en hauteur       | 1,778 m     |
| 1904 | Jeux olympiques d'été | Saint-Louis | 4e       | Triple saut sans élan | 9,53 m      |

### Records
| Épreuve         | Performance | Date |
| --------------- | ----------- | ---- |
| Saut en hauteur | 1,943 m     | 1903 |